# DNA (Backstreet Boys-album)
 For alternative betydninger, se DNA (flertydig). (Se også artikler, som begynder med DNA)
DNA er et Backstreet Boys-album fra januar 2019. Albummets titel er en forkortelse af Digital og Analog. Backstreet Boys har analyseret deres DNA og lavet materiale ud fra det. Da sammen skulle finde titlen til albummet, fokuserede de på de valgte sange, som var en blanding af digitale og analoge sange. Ydermere står DNA for den biologiske rolle i vores, menneskets nanoskopiske tegninger kaldet DNA.

## Singler
De singler der er blevet udgivet fra albummet, er produceret forskelligt, og ikke som de klassiske musikvideoer (kortfilm). De to af dem er generelle videoer med Backstreet Boys selv, hvor en af dem er en slags dokumentar, og en er med tekst på skærmen for seerens fornøjelse.
Måden den første single fra albummet blev givet er gennem socialmediet Twitter, hvor de fem blev interviewet om noget fra deres seneste projekt. Kevin S. Richardson afspillede en meget kort bid af en ukendt sang til alles undren og spekulationer, hvorefter de blev adspurgt om kommende titel eller titler. Ordene der blev hørt var baby "Don't Go Breaking My Heart", breaking my heart. Det var umiddelbart deres første valgte single fra DNA albummet.
Den anden single kom ca. et halvt år efter i november 2018, hvor publikum havde ventet ekstra god tid. Den blev "teaset" gennem A.J.s meget symbolske henvisninger til andre sociale medier med kodeord. "Chances" A.J. selv var instruktør på. Den blev optaget på en Metrostation, og fortæller om, hvordan chancen kunne være, at to mennesker der ses i videoen mødes netop på samme sted.
Den tredje single blev "No Place", der har stor betydning for de fem medlemmer, da deres respektive familier er med i videoen. Hvor man også kommer indenfor i deres hjem. Videoen afspejler Backstreets DNA.
Den næste single blev til en skærmsang af sangen "Breathe" på YouTube med teksten uden musik. Backstreet Boys ville vise og viste deres glæde over det er den første rigtige sang uden musik, og kun med deres stemmer. De valgte at udgive den, for at give udtryk for at gruppen Backstreet består af en harmoni med fem forskellige stemmer der sammen giver en bestemthed.

## DNA
Med albummets titel gik de hver især i gang med at slægtsforske deres egne aner. Social slægtsforskningssiden MyHeritage kørte derfor med reklamer og de fem. Selve reklamen viser, hvordan der med DNA forskning, og dens enkelhed, kan begynde at efterforske sine aner med de simple værktøjer, der udbydes af MyHeritage.
| 1  | Don't Go Breaking My Heart |  |
| 2  | Nobody Else                |  |
| 3  | Breathe                    |  |
| 4  | New Love                   |  |
| 5  | Passionate                 |  |
| 6  | Is It Just Me              |  |
| 7  | Chances                    |  |
| 8  | No Place                   |  |
| 9  | Chateau                    |  |
| 10 | The Way It Was             |  |
| 11 | Just Like You Like It      |  |
| 12 | Ok                         |  |